# Suecia en los Juegos Olímpicos de Montreal 1976
Suecia estuvo representada en los Juegos Olímpicos de Montreal 1976 por un total de 116 deportistas que compitieron en 16 deportes.  
El portador de la bandera en la ceremonia de apertura fue el luchador Jan Karlsson.

## Medallistas
El equipo olímpico sueco obtuvo las siguientes medallas:
| Nombre                                                                 | Deporte          | Competición         |
| ---------------------------------------------------------------------- | ---------------- | ------------------- |
| Oro                                                                    |                  |                     |
| Anders Gärderud                                                        | Atletismo        | 3000 m obstáculos M |
| Bernt Johansson                                                        | Ciclismo en ruta | Ruta ind. M         |
| Hans Jacobson Carl von Essen Rolf Edling Göran Flodström Leif Högström | Esgrima          | Espada por eqs. M   |
| John Albrechtson Ingvar Hansson                                        | Vela             | Tempest M           |
| Plata                                                                  |                  |                     |
| Ulrika Knape                                                           | Saltos           | Plataforma 10 m F   |
| Bronce                                                                 |                  |                     |
| —                                                                      |                  |                     |